# Theridion submirabile
Theridion submirabile är en spindelart som beskrevs av Zhu och Song 1993. Theridion submirabile ingår i släktet Theridion och familjen klotspindlar. Inga underarter finns listade i Catalogue of Life.